# Siraçhan Nas
İlhami Siraçhan Nas (* 20. Juni 2002 in Samsun) ist ein türkischer Fußballspieler.  Er steht bei Galatasaray Istanbul unter Vertrag und ist momentan an Ümraniyespor ausgeliehen.

## Karriere
Nas begann seine Karriere 2014 in der Jugend von Elazığspor. Es folgten Wechsel in die Jugendmannschaften von Sivasspor, Yolspor, Çayyoluspor und Ankaraspor. Sein Profidebüt erfolgte am 1. Juli 2020 im Zweitligaspiel zwischen Ankaraspor gegen Altay Izmir. Der Mittelfeldspieler wurde in der 76. Spielminute für Halil İbrahim Esen eingewechselt.
Im Januar 2021 wurde Nas an Sivas Belediyespor verliehen. Während der Saison 2023/24 folgte der Transfer zu Galatasaray Istanbul. Bei den Gelb-Roten unterschrieb Nas einen Fünfjahresvertrag, außerdem zahlte Galatasaray eine Ablöse von 10 Millionen TL an Ankaraspor.

## Familie
Siraçhan Nas’ Vater ist der frühere türkische Fußballer Mehmet Nas.